# バFC
バFC (Ba F.C) は、フィジーのバに本拠地を置くプロサッカークラブである。ナショナル・フットボールリーグに所属している。

## 概要
国内リーグ最多となる21回の優勝経験を持つフィジー屈指の強豪クラブであり、第1回オセアニアクラブ選手権（1987年、OFCチャンピオンズリーグの前身大会）では3位に入った実績を持つ。国際サッカー歴史統計連盟（IFFHS）が選定した、21世紀最初の10年におけるオセアニア地域クラブランキングでは、ニュージーランドのオークランド・シティFCに次ぐ2位の評価を得た。
2007年シーズンのOFCチャンピオンズリーグでは、フィジー勢として6年ぶりとなる決勝進出を果たした。決勝ではワイタケレ・ユナイテッド（ニュージーランド）を相手に2戦合計2対2と引き分けたが、アウェーゴールの差で準優勝に終わった。

## タイトル

### 国内タイトル
- ナショナル・フットボールリーグ : 21回[2]

1977, 1979, 1986, 1987, 1992, 1994, 1995, 1999, 2001, 2002, 2003, 2004, 2005, 2006, 2008, 2010, 2011, 2012, 2013, 2016, 2019
- インターディストリクト・チャンピオンシップ（英語版） : 24回[6]

1961, 1963, 1966, 1967, 1968, 1970, 1975, 1976, 1977, 1978, 1979, 1980, 1982, 1986, 1991, 1996, 1997, 2000, 2003, 2004, 2006, 2007, 2013, 2015

## 国際大会成績
- OFCチャンピオンズリーグ

1987年 - 3位
2007年 - 準優勝
2008年 - グループリーグ3位
2009年 - グループリーグ3位
2012年 - グループリーグ3位
2013年 - ベスト4
2014年 - ベスト4
2015年 - ベスト4

## 歴代所属選手
FW
- オセア・ヴァカタレサウ 2006-2008, 2011-2014, 2016